# Les Chiens de paille (chanson)
Singles de Johnny Hallyday
La terre promise
(1975) Derrière l'amour
(1976)
Les Chiens de paille est une chanson de Johnny Hallyday sortie en 1976. 
Extraite de l'album Derrière l'amour, la chanson est écrite par Gilles Thibaut sur une musique de Gérard Layani. Son nom est identique au titre français du film Straw Dogs et son thème s'inspire de la trame dramatique et violente du thriller de Sam Peckinpah. 

## La chanson
Comme dans le film de Peckinpah, dont le parolier Gilles Thibaut s'inspire, le personnage est ici épris de vengeance après que rentré chez lui, il découvre sa femme violée et assassinée. Une « soif de vengeance » qui revient en leitmotiv à chaque refrain :
« Ils m'ont donné la rage au cœur

Ces chiens de paille

Dans mes doigts ils ont mis la mort

Ces chiens de paille

Je les mettrai à feu à sang

Ces chiens de paille »
(texte Gilles Thibaut, extrait)
L'ambiance générale, agrémentée par des percussions « galopantes », laisse à penser que l'action se passe aux XIXe siècle, dans l'Ouest américain, dans une contrée sauvage. Elle « seule dans la maison » où « depuis 1800 quelque chose, il n'a pas fait aussi chaud » ; lui voguant « sur ses rivières » ; les méchants, voyageurs errant, qui une fois le crime accompli poursuivent leur route... la promesse faite de les traquer jusqu'à ce que la vengeance soit accomplie...
Dans un commentaire Jean-William Thoury souligne qu'il n'y a dans le texte aucun message perceptible en faveur de la non-violence, mais au contraire une illustration de la Justice privée ; « Une morale à la Charles Bronson » écrit-il (allusion au personnage incarné par ce dernier dans la série de films consacré au justicier).

## Autour de la chanson
Les Chiens de paille a également acquis une petite notoriété en raison d'une erreur dans le texte, qui bouscule l'ordre des mois :
«  c'était fin août, début juillet »
C'est en tout cas ce que l'audition laisse entendre ; Jean-William Thoury suggère qu'une « écoute amicale » pourrait en fait donner :
«  c'était fin ou début juillet »
ce qui minimise la bourde sans l'effacer totalement. 

## Discographie
1976
- 10 février, 45 tours Philips 6042122[5] : Requiem pour un fou, Les Chiens de paille
- 30 juin, 33 tours Philips 9101064[6]: Derrière l'amour

La réédition, en 2016, de l'album Derrière l'amour propose une version plus longue (en prise complète) du titre : 4 min 24 s contre 3 min 55 s pour l'original.

## Réception
Le 45 tours Requiem pour un fou (sur lequel Les chiens de paille se trouve en face B) se classe n°1 des ventes en France durant 3 semaines au printemps 1976 et s’écoule à plus de 500 000 exemplaires.